# Mesosignum weddellensis
Mesosignum weddellensis is een pissebed uit de familie Mesosignidae. De wetenschappelijke naam van de soort is voor het eerst geldig gepubliceerd in 2004 door Choudhury & Brandt.